# Lepo

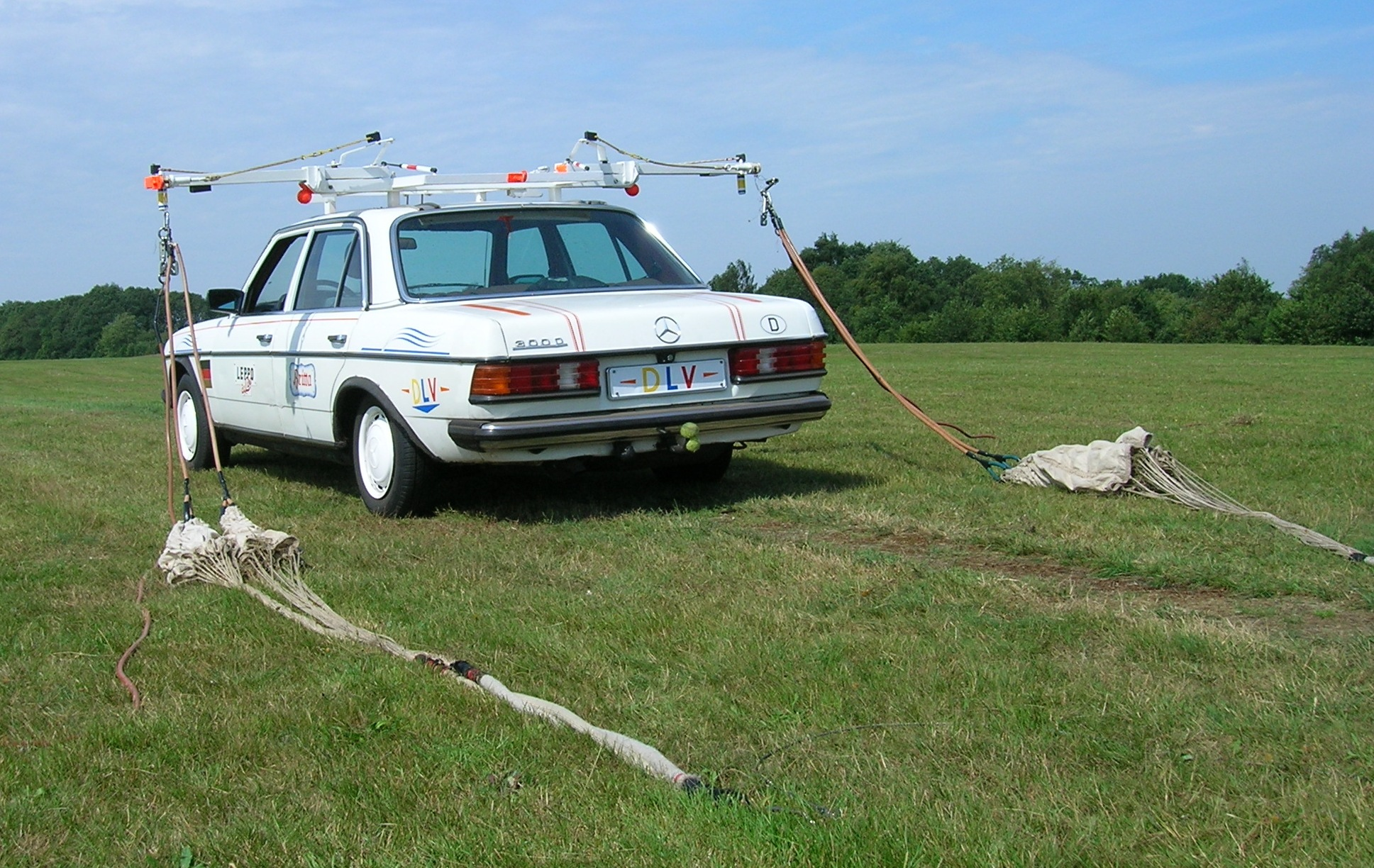
Lepo mit eingehängten Seilen vor der Abfahrt

Der Begriff Lepo, auch Leppo, Seilwagen oder Pitty, eigentlich Rückholfahrzeug, bezeichnet in der Fliegersprache ein Fahrzeug, das zum Ausziehen des Startwindenseils auf Windenschleppgeländen bestimmt ist. Die Schleppseile werden an einer speziellen Vorrichtung am Lepo eingehängt und so von der Seilwinde zur Startstelle zurückgezogen.

## Wortherkunft
Laut dem Fluglehrer Alexander Willberg hat der Begriff Lepo seinen Ursprung auf dem Flugplatz Wasserkuppe, wo früher ein alter Opel als Rückholfahrzeug diente: Rückwärts gelesen wird aus Opel Lepo. Gelegentlich wird auch die ähnliche These vertreten, Lepo komme von Leporello, was rückwärts gelesen oller Opel (alter Opel) ergibt. Ob nun Lepo eine Kurzform des ursprünglichen Leporello ist oder Leporello eine scherzhafte Erweiterung des ursprünglichen Lepo, lässt sich wohl nicht abschließend klären.

## Konstruktion

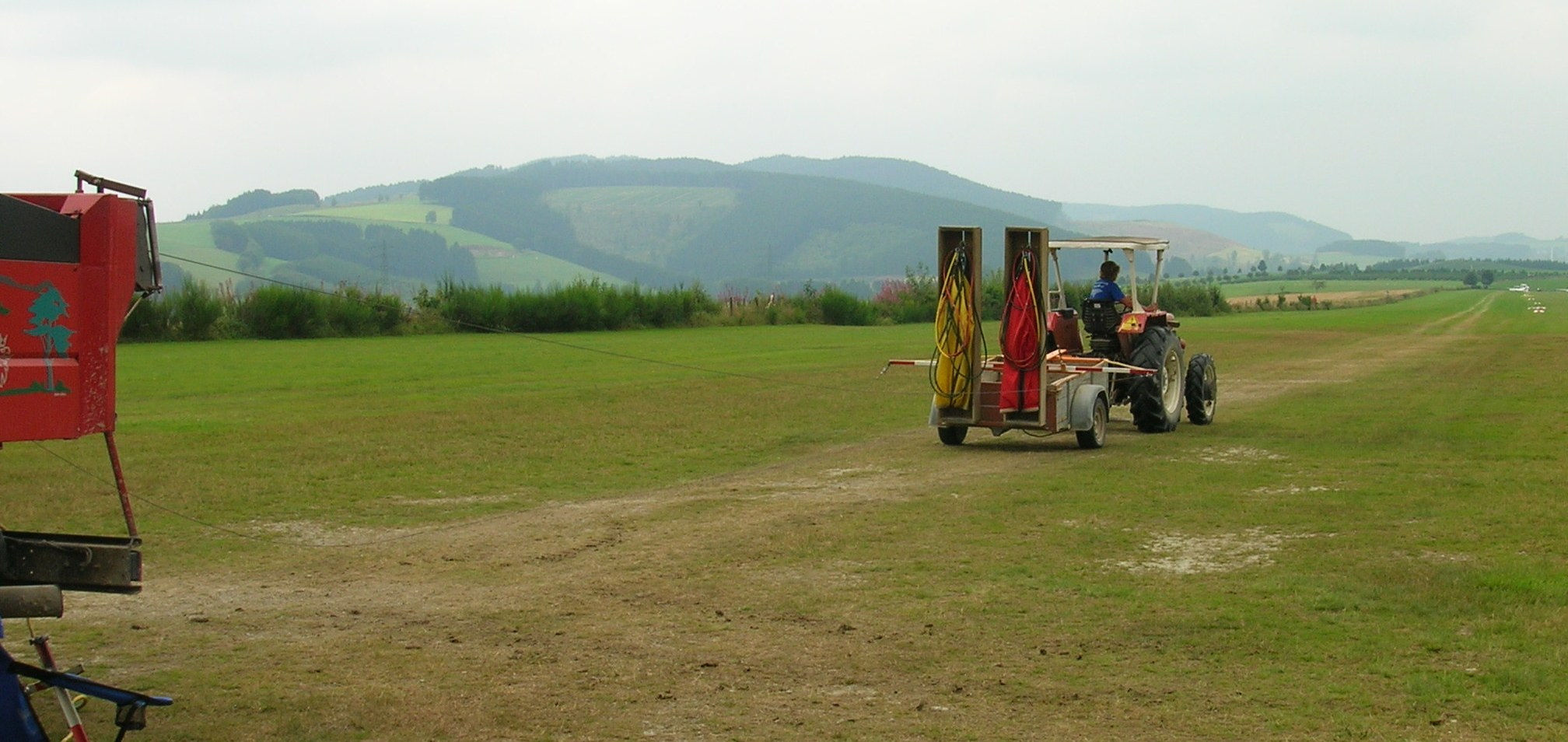
Lepo (rechts) bei der Abfahrt an der Winde (links): Einklappbare Ausleger sorgen für Abstand zwischen den Seilen

Beim Ausziehen mehrerer Seile muss ein ausreichender Abstand (in Deutschland mindestens drei Meter) zwischen den Seilen sichergestellt werden, damit sich die Seile beim Start nicht übereinander legen und verwickeln können. Deshalb befinden sich die Seilaufhängungen meistens am Ende von Auslegern, die auf dem Dach oder am Heck des Lepos oder auf einem Anhänger montiert sind. Die Ausleger können eingeklappt werden, um auf dem Rückweg von der Startstelle zur Winde nicht mit den weit herausragenden Auslegern fahren zu müssen.

## Eingesetzte Fahrzeuge
In der Regel sind Lepos Dieselfahrzeuge, da sie den ganzen Tag über zwischen Winde und Startstelle pendeln, was je nach Anzahl der Starts und Länge der Startstrecke eine erhebliche Gesamtstrecke bedeuten kann.
Als Grundlage für die Konstruktion von Lepos kommen in der Regel PKW oder Traktoren zum Einsatz. Oftmals nutzt man auch ein Auto, das schon beschädigt ist, damit man es „Aufschleißen“ kann. Eine andere Quelle sind Vorserienfahrzeuge, die mangels Straßenverkehrszulassung nicht auf öffentlichen Straßen genutzt werden dürfen und von den Autoherstellern günstig an Flugsportvereine abgegeben werden.
Beim Windenschlepp von Gleitschirmen und Hängegleitern wird mancherorts ein geländegängiges Motorrad oder Quad als Lepo eingesetzt, da hier die Schleppseile dünner und somit leichter auszuziehen sind.
Da bei abrupten Geschwindigkeitsänderungen die Gefahr besteht, dass sich das Seil durch die Massenträgheit der Seiltrommeln verknotet, sollten diese möglichst sanft und gleichmäßig erfolgen. Daher werden Fahrzeuge mit Automatik bevorzugt. Außerdem sind diese leichter bedienbar, was speziell bei führerscheinlosen Fahrern ins Gewicht fällt. Bei Traktoren mit genügend Drehmoment können unerwünschte Änderungen in der Seilgeschwindigkeit bzw. -beschleunigung dadurch vermieden werden, dass auf manuelle Schaltvorgänge verzichtet und über die gesamte Strecke zwischen Winde und Startstelle nur ein einziger Gang verwendet wird. Allradantrieb ist nicht zwingend nötig, auch wenn dieser auf feuchten Wiesen Vorteile bietet.

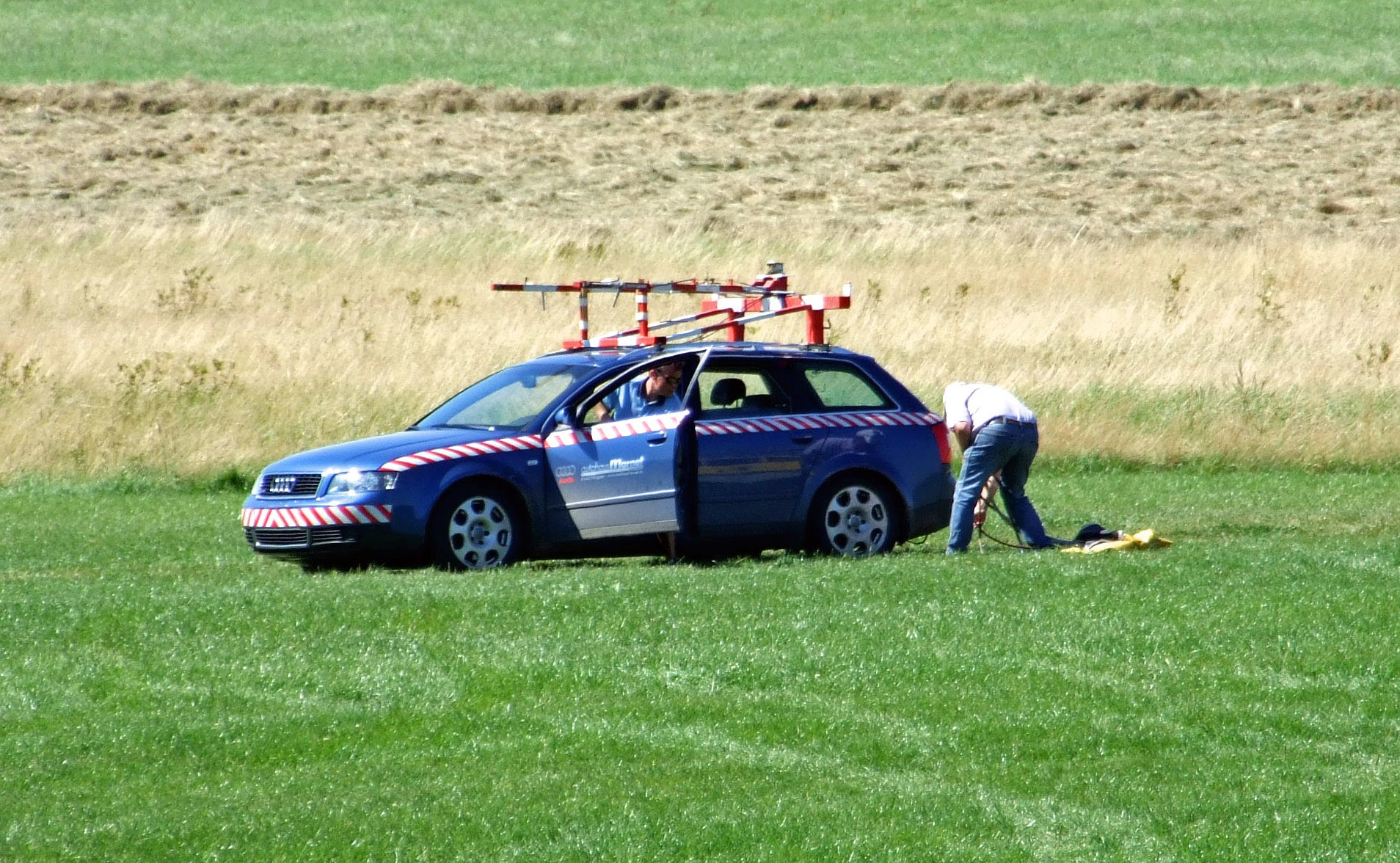
Lepo auf Audi-Basis

Es gibt Fahrzeughersteller, die ihre Fahrzeuge den Segelflugvereinen zur Verfügung stellen. Meistens handelt es sich dabei um Messe- oder Testfahrzeuge, die nicht mehr am öffentlichen Straßenverkehr teilnehmen dürfen. So kommt es auch vor, dass Vereine beispielsweise ein neues Fahrzeug der oberen Mittelklasse als Lepo besitzen. Alternativ kommen Fahrzeuge zum Einsatz, die aus anderen Gründen nicht mehr straßenverkehrstauglich sind, oder deren Einsatz dem Betreiber nicht mehr wirtschaftlich erscheint: Ein Traktor, der von einem Landwirt wegen vergleichsweise geringer Leistung ausrangiert wurde, kann als Lepo auf einem Segelflugplatz noch wertvolle Dienste leisten.